# 宮崎哲弥 こころのすがた
『宮崎哲弥 こころのすがた』（みやざきてつやこころのすがた）は、2010年10月10日から2011年10月2日までMBSラジオ他で放送された東本願寺提供のトーク番組である。ラジオ番組の内容はテレビ番組収録素材の再編集である。

## 概要
評論家の宮崎哲弥が、「現代人の生き方」に鋭い視点を持つ著名人とトークを繰り広げ、リスナーに「生きるヒント」を提供していくことを目的に始まった。真宗大谷派東本願寺による宗祖親鸞聖人七百五十回御遠忌を記念した番組として製作された。

## 出演
- ナビゲーター：宮崎哲弥
- アシスタント：小塚舞子

### ゲスト
2010年
- 10月：五木寛之（作家）
- 11月：仲道郁代（ピアニスト）
- 12月：青木新門（作家）

2011年
- 1月：養老孟司（東京大学名誉教授）
- 2月：高史明（作家）
- 3月：福岡伸一（分子生物学者）
- 4月：とよた真帆（女優）
- 5月：井上雄彦（漫画家）
- 6月：清水ミチコ（タレント）
- 7月：桂小春團治（落語家）
- 8月：藤原新也（作家・写真家）

## ネット局
- 近畿広域圏：MBSラジオ（JRN/NRN） 日曜 9:00 - 9:15 ※制作局
- 関東広域圏：ニッポン放送（NRN） 日曜 6:00 - 6:15
- 北海道：STVラジオ（NRN） 日曜 8:30 - 8:45
- 新潟県：新潟放送（JRN/NRN） 日曜 7:00 - 7:15
- 富山県：北日本放送（JRN/NRN） 土曜 7:10 - 7:25
- 石川県：北陸放送（JRN/NRN） 土曜 7:10 - 7:25
- 福井県：福井放送（JRN/NRN） 土曜 7:15 - 7:30
- 中京広域圏：CBCラジオ（JRN） 日曜 7:40 - 7:55
- 福岡県：RKBラジオ（JRN） 日曜 7:25 - 7:40

| MBSラジオ 9:00 - 9:15 | MBSラジオ 9:00 - 9:15   | MBSラジオ 9:00 - 9:15 |
| 前番組                | 番組名                  | 次番組                |
| --------------------- | ----------------------- | --------------------- |
| ?                     | 宮崎哲弥 こころのすがた | べっぴん伝説          |

## テレビ版
BS-TBSで2010年10月17日から毎月1回、日曜日16:00 - 16:54（変動あり）に放送。MBS企画が制作を担当。

### コーナー
生活の中の仏教用語
日常生活の中で使われている仏教を語源とする言葉について学ぶミニコーナー。出演は小塚舞子、大江憲成（観定寺住職）。

### テーマ曲
「今日が笑顔であるように」
- 唄：星村麻衣、作詞・作曲：星村麻衣、編曲：古賀繁一

### スタッフ
- ナレーション：宮田圭子
- 企画：岩谷二郎、岩崎文美
- 構成：北村京子
- 監修：一楽真（大谷大学教授）
- CG（タイトル）：堀口貴史
- 美術プロデューサー：内田公幸
- デザイン：中原賢二、前原清花
- タイトル：川原純
- 協力：放送映画製作所、関西東通、東通ライティング、スタジオB&M、オフィス・ハイウェイ、高津商会、TOCO、翔、俵屋吉富
- 音楽プロデューサー：古賀繁一
- アソシエイトプロデューサー：鈴木秀明、中野伸彦
- AP：曽我部紗織、岩崎正志
- プロデューサー：本田正男、奥田良太
- 演出：鐘江稔、高橋秀紀
- 製作：MBS企画、毎日放送

## 関連番組
『親鸞の道』
- 放送局
  - MBS：2010年10月2日 - 2011年4月2日 / 毎週土曜日 18:56 - 19:00
  - BS-TBS：2010年10月6日 - 2011年3月30日 / 毎週水曜日 19:54 - 20:00
- 出演：羽田美智子（ナレーター）
- 内容：同じく東本願寺提供の宗祖親鸞聖人750回御遠忌記念番組。親鸞聖人ゆかりの地を、生涯の歩みとともに紹介していく。全26回。